# Parodia erinacea

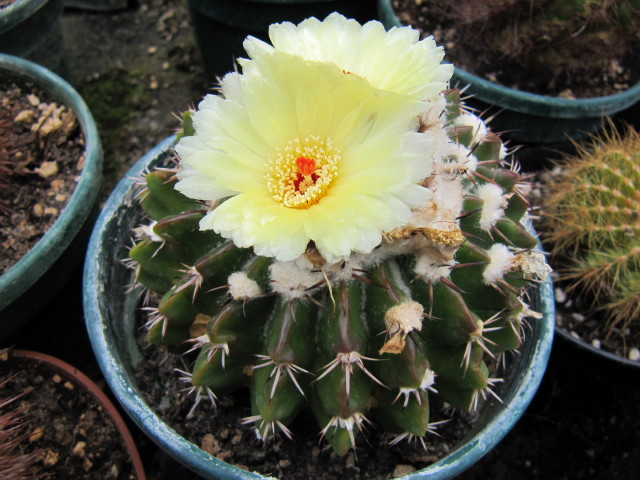
Blüte

Parodia erinacea ist eine Pflanzenart aus der Gattung Parodia in der Familie der Kakteengewächse (Cactaceae). Das Artepitheton erinacea leitet sich vom lateinischen Wort erinaceus für ‚Igel‘ ab und verweist auf die stachelige Bedornung der Art.

## Beschreibung
Parodia erinacea wächst einzeln. Die hell- bis dunkelgrünen, niedergedrückt kugelförmigen, kugelförmigen oder kurz zylindrischen Triebe erreichen Wuchshöhen von bis zu 15 Zentimeter und Durchmesser von 6 bis 30 Zentimeter. Ältere Exemplare besitzen einen stark bewollten Triebscheitel. Die zwölf bis 30 Rippen sind scharfkantig. Die Areolen  befinden sich in den Einkerbungen. Die pfriemlichen, geraden bis stark gebogenen Dornen sind weißlich bis grau oder braun gefärbt. Die Dornen weisen eine Länge von bis zu 2 Zentimeter auf. Es kann ein einzelner Mitteldorn vorhanden sein. Die zwei bis zwölf Randdornen liegen mehrheitlich an der Trieboberfläche an.
Die glänzend gelben Blüten erreichen Längen von 3 bis 5 Zentimeter und Durchmesser von 4 bis 7 Zentimeter. Ihr Perikarpell und die Blütenröhre sind kurz und mit dichter bräunlicher Wolle bedeckt. Die Narbe ist rot. Die rosafarbenen oder rötlichen, verlängerten bis keulenförmigen Früchte sind zum Teil kahl. Bei Reife sind sie trocken und hohl. Die Früchte sind bis zu 4 Zentimeter lang. Sie enthalten glockenförmige Samen, die fein aufgeraut sind.

## Verbreitung, Systematik und Gefährdung
Parodia erinacea ist im Süden Brasiliens, im Nordosten Argentiniens und in Uruguay verbreitet.
Die Erstbeschreibung als Cactus erinaceus durch Adrian Hardy Haworth wurde 1819 veröffentlicht. Nigel Paul Taylor stellte die Art 1987 in die Gattung Parodia. Nomenklatorische Synonyme sind Echinocactus erinaceus (Haw.) Lem. (1838), Malacocarpus corynodes var. erinaceus (Haw.) Salm-Dyck (1850), Malacocarpus erinaceus (Haw.) Lem. ex C.F.Först. (1885), Echinocactus acuatus var. erinaceus (Haw.) Speg. (1905), Wigginsia erinacea (Haw.) D.M.Porter (1964) und Notocactus erinaceus (Haw.) Krainz (1966).
In der Roten Liste gefährdeter Arten der IUCN wird die Art als „Least Concern (LC)“, d. h. als nicht gefährdet geführt.

## Nachweise